# Franz Peter Basten

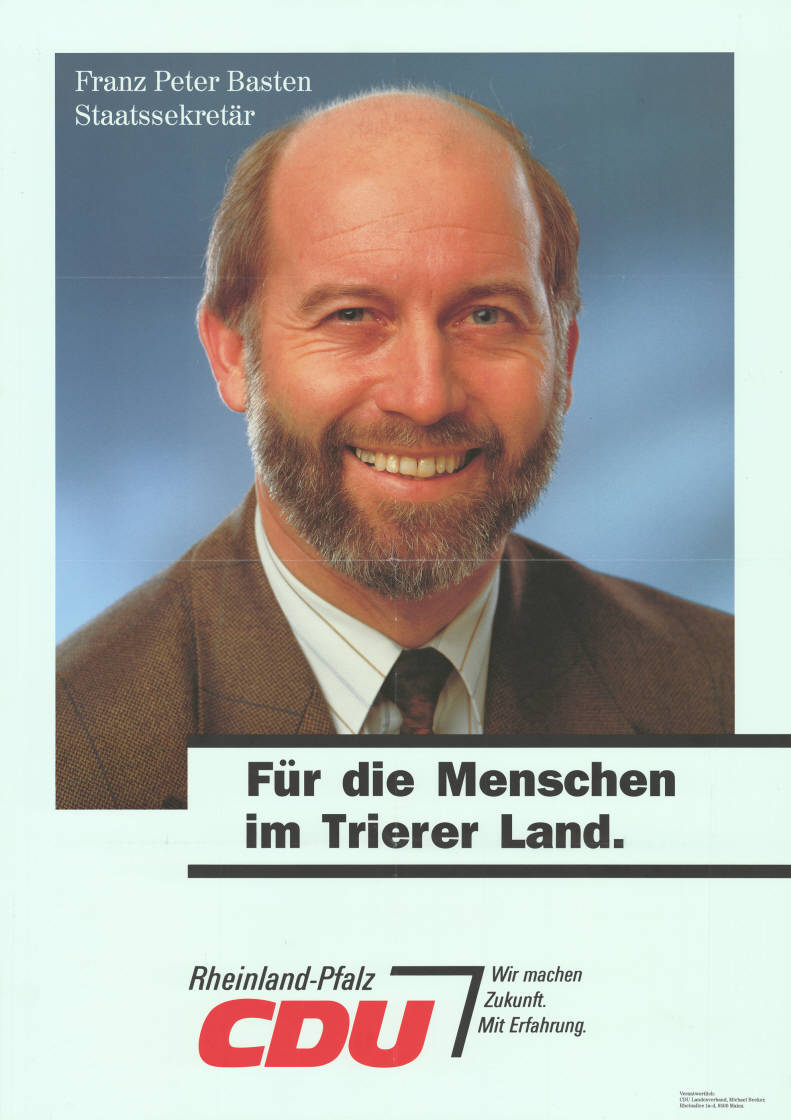
Wahlplakat 1991

Franz Peter Basten (* 22. August 1944 in Trier) ist ein deutscher Politiker der CDU.

## Leben
Franz Peter Basten studierte von 1965 bis 1971 in Freiburg im Breisgau, Genf und Mainz Rechtswissenschaften. 1974 legte er das zweite juristische Staatsexamen ab und arbeitete anschließend als persönlicher Referent des rheinland-pfälzischen Ministers für Wirtschaft und Verkehr. Er ist verheiratet und hat zwei Kinder.
Basten gehörte von 1979 bis 1985, kurzzeitig im Jahr 1987 und von 1991 bis 1994 dem Rheinland-Pfälzischen Landtag an. Vom 18. Juni 1985 bis zum 31. Mai 1988 war er Staatssekretär im Innenministerium, danach bis 1991 Staatssekretär im Ministerium für Wirtschaft und Verkehr des Landes Rheinland-Pfalz.
Vom 10. November 1994 bis zum 26. Oktober 1998 war Basten für eine Wahlperiode Mitglied des Deutschen Bundestages. Er wurde für die CDU über ein Direktmandat des Wahlkreises 152 (Trier) in Rheinland-Pfalz gewählt.
Heute ist er als Rechtsanwalt und Honorarkonsul des Großherzogtums Luxemburg tätig.

## Ehrungen
- Bundesverdienstkreuz am Bande (1999)